# Ancient
Ancient (engl. ‚alt‘, ‚altertümlich‘) ist eine Black-Metal-Band, die in Norwegen gegründet wurde, aber inzwischen von Italien aus weitergeführt wird.

## Geschichte
Die Band wurde 1992 in Bergen als Soloprojekt von Aphazel gegründet, der sie jedoch zu einer regulären Band umfunktionierte. Zusammen mit dem Sänger und Schlagzeuger Grimm nahm er 1993 das Demo Eerily Howling Winds und im Folgejahr die EP Det glemte riket auf. Diese wurde unter anderem im Jahre 2000 auf dem Split-Album True Kings of Norway zusammen mit den ebenfalls vergriffenen EPs der Bands Emperor, Immortal, Dimmu Borgir und Arcturus wiederveröffentlicht. Mit der EP erregte die Band die Aufmerksamkeit der Labels Listenable Records und Osmose Productions, die noch im selben Jahr das Debütalbum Svartalvheim (nord. ‚Schwarzalbenheim‘) veröffentlichten.
Nachdem die Band 1995 die Trolltaar-EP veröffentlicht hatte und Grimm ausgestiegen war, zog Aphazel in die USA und stellte dort eine komplett neue Band zusammen, zu deren Besetzung unter anderem Lord Kaiaphas, der zuvor unter dem Pseudonym Lord Vlad Luciferian bei der Band Grand Belial’s Key (GBK) gespielt hatte, gehörte; nach dessen Ausstieg trat GBK ab dem Album Mocking the Philanthropist offen antisemitisch auf.
Im Folgejahr unterschrieb Ancient bei Metal Blade Records, was ihr ebenso wie ihre Videoclips, die bei MTV gespielt wurden, Kommerzvorwürfe einbrachte, und veröffentlichte das Album The Cainian Chronicle, dem eine Europa-Tournee folgte. Obwohl Brian Slagel von Metal Blade äußerte, er würde niemals „White-Power-Bands“ unter Vertrag nehmen und das spätere Mitglied Dhilorz sich bei Ad Hominem betätigte, steht die Band dort nach wie vor unter Vertrag.
Nach einigen Besetzungswechseln nahm die Band 1997 das Album Mad Grandiose Bloodfiends auf, auf dem erstmals der aktuelle Keyboarder Jesus Christ! mitwirkte, und ging auf Welttournee. Nach dieser zog Aphazel nach Italien, nachdem er die Sängerin Deadly Kristin rekrutiert hatte, die seine Freundin wurde. Sie selbst jedoch hatte nach eigenen Angaben nur „eine Rolle zum Ausfüllen“ und nicht genug künstlerische Freiheit, und viele Konzerte wurden ohne sie gespielt. Auch habe Aphazel sie nicht gefragt, ob sie beitreten wolle, sondern es ihr befohlen. Aus diesem Grund zog sie 2003 nach Schweden und stieg aus der Band aus."
1999 wurde das Album The Halls of Eternity veröffentlicht, das einen schwereren Klang aufwies und auf dem sich Aphazel als Sänger betätigte. Auch wirkte Dhilorz, der inzwischen auch zur Live-Besetzung von Ad Hominem gehört, hier erstmals als Bassist mit. Danach tourte die Band erneut, auch erstmals durch Skandinavien. 2000 spielte Ancient auf dem Wacken Open Air.
2001 wurde die EP God Loves the Dead veröffentlicht, auf der sich neben dem Titelstück Remixe, eine Iron-Maiden-Coverversion und auf der CD-Version auch zwei Videoclips befanden. Im selben Jahr kam auch das Album Proxima Centauri heraus, dem eine längere Tournee folgte. Die Biographie auf der offiziellen Webseite behauptet, Ancient habe im Rahmen dieser Tournee als erste ausländische Black-Metal-Band in Israel gespielt, allerdings spielten die Bands Rotting Christ, Tiamat, Aeba und Ancient Rites noch vor Ancient dort. 2004 erschien das Album Night Visit.

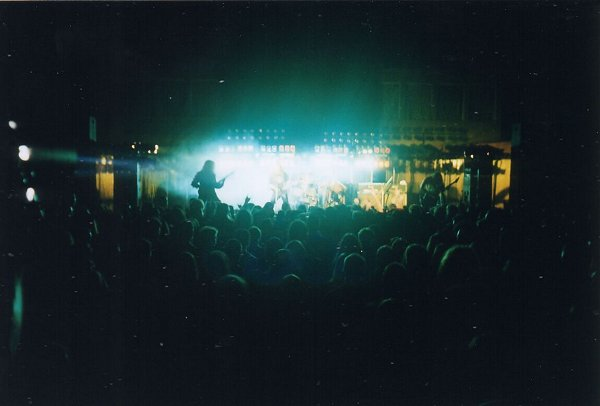
Ancient 2003 in Sofia

Derzeit besteht die Band aus Aphazel (Gesang), Dhilorz (E-Bass, zwischenzeitlich auch bei Ad Hominem), Jesus Christ! (Keyboard), Morfeus (Gitarre, auch bei Limbonic Art und Dimension F3H sowie als Live-Gitarrist bei Mayhem) und den Session-Mitgliedern Aleister und Grom.

## Svartalvheim + Trolltaar 25thanniversary
Derzeit holt Ancient eine Europa-Tour nach, die während des Lockdowns pausiert werden musste. Die aktuelle Live-Besetzung ist Zel (Gitarre/Gesang), Dhilorz (Bass), Ghiulz (Gitarre) und Volkun (Schlagzeug). Im Dezember 2022 kam ehemaliger Schlagzeuger Grimm zwei Mal auf die Bühne in den Niederländern und Belgien und übernahm den Gesang bei Eerily Howling Winds und Likferd. Es war sein erster Auftritt mit der Band in den letzten 28 Jahren.
Die ursprüngliche Tour ging Anfang 2020 los, um das 25-jähriges Jubiläum früherer Werke Svartalvheim und Trolltaar zu würdigen.

## Diskografie
- 1994: Det glemte riket (Single)
- 1994: Svartalvheim
- 1995: Trolltaar (EP)
- 1996: The Cainian Chronicle
- 1997: Mad Grandiose Bloodfiends
- 1999: The Halls of Eternity
- 2001: God Loves the Dead (EP)
- 2001: Proxima Centauri
- 2004: Night Visit
- 2005: Eerily Howling Winds – The Antediluvian Tapes
- 2016: Back to the Land of the Dead